# 豊島区立千川中学校
豊島区立千川中学校（としまくりつせんかわちゅうがっこう）は、東京都豊島区にある中学校である。

## 行事
- 4月  入学式
- 5月  生徒総会、運動会、1年遠足
- 6月  2年尾瀬移動教室
- 7月  期末考査、終業式
- 8月  始業式
- 9月  生徒会選挙、中間考査、2年職場体験
- 10月 学校説明会、文化祭、3年修学旅行
- 11月 期末考査
- 12月 終業式
- 1月 始業式、1年スキー教室、2年百人一首大会
- 2月 学年末考査
- 3月 3年卒業遠足 、卒業式

## 校訓
信・望・愛

## 創立
昭和22年（1947年）4月29日

## 所在地
- 東京都豊島区高松1-9-21

## 最寄駅
- 東京地下鉄 要町駅

## 著名な卒業生
- 矢作兼
- 柴咲コウ
- 横尾要
- 本橋弘隆
- 木村忠啓